# Piles (Valencia)
Piles es un municipio de la Comunidad Valenciana, España. Está situado en la provincia de Valencia, en la comarca de la Safor. En 2024 contaba con una población censada de 3195 habitantes (INE).

## Geografía
El término de Piles es prácticamente plano, alterado solo por el paso transversal del barranco de Palmera o Beneteixir, que bordea el casco urbano por el norte. El litoral está formado por 1,5 km de playa. El clima es mediterráneo.
Localidades limítrofes
|                                        | Norte: Miramar |                        |
| Oeste: Palmera, Alquería de la Condesa |                | Este: Mar Mediterráneo |
|                                        | Sur: Oliva     |                        |

## Historia
El origen del pueblo parece estar en una pequeña alquería musulmana dependiente del castillo de Rebollet, conquistada conjuntamente con él en 1240 por Jaime I. En aquella época el actual término municipal era en buena medida pantanoso.
Su historia ha estado ligada a las del condado de Oliva y ducado de Gandía, a los que perteneció. Con la expulsión de los moriscos, quedó casi deshabitada, siendo repoblada con cristianos viejos. En el Diccionario de Madoz (1845-1850) aparece la siguiente descripción:

L[ugar] con ayunt[amiento] de la prov[incia] [...] de Valencia (9 leg[uas]) [...] Sit[uado] en terreno llano [...] Tiene 230 casas; la de la cárcel; escuela de niños [...] otra de niñas [...] igl[esia] parr[oquial] (Sta. Bárbara) tiene por anejo á Palmera (1/4 de hora) [...] en la playa del mar hay una torre ant[igua] que se conserva en bastante buen estado, ocupada por los carabineros destinados al servicio de este punto. El terreno es llano de buena calidad. Caminos: el de Denia á Valencia en regular estado [...] Prod[ucción]: trigo, maiz, seda, vino, naranjas, patatas y legumbres. Ind[ustria]: la agrícola; 2 molinos de arroz y trigo, y una tienda de abaceria. Pobl[ación]: 218 vec[inos], 1,096 alm[as].
Diccionario de Madoz

La playa de Piles o Playa Torre de Piles comenzó a urbanizarse durante la primera mitad del siglo XX en la confluencia del camino de la Mar, actual avenida de la Mar, con la playa. Todavía permanecen algunas de estas construcciones entre los más modernos bloques de apartamentos, testimonio de la expansión turística de la década de 1970.

## Demografía
Piles (Valencia) cuenta con una población de 3195 habitantes (INE 2024).
| Gráfica de evolución demográfica de Piles entre 1842 y 2021                                                         |
| |
| Población de derecho según los censos de población del INE Población de hecho según los censos de población del INE |

En 1572 había 53 casas en Piles (unos 239 habitantes), en 1713 eran ya 60 (unos 270 hab.), acelerándose el crecimiento a lo largo del siglo XVIII para llegar a los 900 hab. en 1787. El crecimiento se mantuvo, más lentamente, durante el siglo XIX, hasta alcanzar 1925 hab. por la atracción del crecimiento de Oliva, la aparición de algunas empresas locales y el auge turístico. Posteriormente, el incremento ha sido muy lento pero constante.

## Economía
El 78 % de la superficie del municipio está cultivado, con 373 ha de cítricos distribuidas a partes iguales entre naranjos y mandarinos. El riego proviene de las aguas del río Serpis a través de la Acequia Comunal de Oliva (Sèquia Comuna d'Oliva) y de algunos pozos.. La industria está representada por varias medianas empresas de sectores diversos como la alimentación, la carpintería, las manufacturas y los metales.

### Comunicaciones
Por el término de Piles circulan las siguientes carreteras:
| CV-670 Enlaza Oliva con el Grao de Gandía por el trazado de la antigua carretera Nazaret-Oliva. |
| CV-674 Enlaza Piles con la N-332 a la altura de Palmera.                                        |

 AP-7  Salida de Oliva

## Administración y política
| Periodo   | Nombre                                             | Partido                |
| --------- | -------------------------------------------------- | ---------------------- |
| 1979-1983 | Daniel Perelló Chofre                              | UCD                    |
| 1983-1987 | Fernando Pons Climent José Solbes Escrivà (1984)   | PSOE                   |
| 1987-1991 | José Solbes Escrivà                                | PSOE                   |
| 1991-1995 | José Solbes Escrivà                                | PSOE                   |
| 1995-1999 | José Solbes Escrivà Vicente Ciscar Salelles (1997) | PSOE                   |
| 1999-2003 | Vicente Ciscar Salelles                            | PSOE                   |
| 2003-2007 | Vicente Ciscar Salelles                            | PSPV-PSOE              |
| 2007-2011 | Vicente Ciscar Salelles                            | PSPV-PSOE              |
| 2011-2015 | David Morant Ciscar                                | PP                     |
| 2015-2019 | David Morant Ciscar                                | Independents per Piles |
| 2019-2023 | David Morant Ciscar                                | Independents per Piles |
| 2023-act. | Cristina Fornet Ausina                             | PSPV-PSOE              |

## Patrimonio
- Torre vigía de Piles: Se trata de una construcción defensiva, levantada en 1573 cerca de la costa para prevenir los ataques berberiscos. Tiene una altura de 13 m y un diámetro de 10 m. Fue restaurada en 1986 por la Generalidad Valenciana.[8]
- Iglesia parroquial de Santa Bárbara: Se construyó entre 1733 y 1744 conservando la capilla de la Comunión de la iglesia anterior, destruida por un terremoto en 1732, y a su vez situada sobre la antigua mezquita. Posteriormente ha sufrido diversas reconstrucciones.[2]
- Playa: Piles participa en el Plan de Playas Accesibles de la Comunidad Valenciana, y su playa es apta para personas con discapacidad. Además, la Playa de Piles, cuenta con las banderas Q, de Cualidad Turística, DTI-CV y la Bandera Azul.

## Urbanismo
La población está emplazada entre la carretera Nazaret-Oliva (actual CV-670) y el antiguo camino que sigue el escalón prelitoral por levante. El núcleo original es apreciable en el entorno de la plaza de la iglesia y a lo largo del antigo camino, actual calle de Baix. A partir de la calle de Baix la población se desarrolló hacia el norte por la calle Mar; hacia el oeste por las calles Forn, Salvador Salom y Nou, y transversalmente por la de Santa Bárbara o camino de Oliva.
A partir de 1950 la expansión continuó hacia poniente por la nueva carretera, a lo largo de las calles de San Felipe, José Pedrós y Mestre Serrano, incluida la apertura de la plaza Pare Pons. En los últimos años el crecimiento se ha dirigido tanto hacia el norte, siguiendo la calle Cervantes, como hacia el sur por las calles de las Moreres y Ramón y Cajal. El centro de la población se sitúa entre la plaza Pare Pons y el casco antiguo. Destaca la citada plaza, donde se encuentra el edificio del ayuntamiento, diversos comercios y las escuelas.

## Cultura
- Fiestas Patronales.: celebra sus fiestas patronales en mayo, dedicadas a San Felipe Neri, Cristo de la Agonía, Virgen del Carmen, San Fernando y la Inmaculada Concepción. Durante las fiestas patronales también se realiza el desfile de Moros i Cristians de Piles y el día de las Paellas patrocinado por la empresa de licores Ricard.
- Fiestas de medio año: celebradas el cuatro de diciembre en honor de Santa Bárbara, patrona del municipio, con una tradicional feria de Navidad, Fira de Santa Bàrbara, en su honor, donde las empresas pueden venir y montar stands de venta al público y la gente puede disfrutar de una gran oferta gastronómica y cultural.
- Estiu Piler: durante la temporada estival, Piles tiene una gran oferta cultural para todos los públicos. En los meses de julio y agosto, las personas que quieran venir a disfrutar de la playa y el buen clima, encontraran en Piles diferentes servicios de entretenimiento. Tales como, visitas guiadas a la Torre vigía de Piles; manualidades en la arena todos los días para los más pequeños; teatros infantiles todos los lunes; el Festival del So u otros eventos.